# Юми Карасумару
Юми Карасумару (на японски: 烏丸 由美) е японска художничка. Живее и работи в Болоня, Италия и в Каваниши, Япония.

## Ранен живот и образование
Карасумару е родена  г. в Осака, Япония. Живее и работи в Болоня, Италия и в Каваниши, Япония. Завършила е катедрата по скулптура в Градския университет на изкуствата в Киото и в Италианската национална академия за изящни изкуства (Болоня).